# كأس ويلز 1977–78
كأس ويلز 1977–78 (بالإنجليزية: 1977–78 Welsh Cup)‏ هو موسم من كأس ويلز. فاز فيه نادي ريكسهام.